# 오치아이 루미
오치아이 루미(일본어: 落合るみ, 1973년 3월 6일 ~ )는 일본의 성우, 배우이다. 게키단스바루 소속. 게임 소닉 시리즈의 루즈 더 뱃 역할로 유명하다.

## 출연작

### 텔레비전 애니메이션
2001년
- 샤먼킹 - 샬로나

2002년
- 나루토 - 유우히 쿠레나이

2003년
- 소닉 X - 루즈 더 뱃

2008년
- 나루토 질풍전 - 유우히 쿠레나이

2015년
- 사자에상 - 나카지마 히로시

2017년
- BORUTO -보루토- NARUTO NEXT GENERATIONS - 사루토비 쿠레나이

### 게임
- 소닉 시리즈 - 루즈 더 뱃